# Manuel Maria de Oliveira Ramos
Manuel Maria de Oliveira Ramos (Ovar, 1862-Lisboa, 1931) fue profesor de la Facultad de Artes de la Universidad de Lisboa, quien se hizo famoso como crítico de música y arte en los periódicos de Lisboa y Oporto, apareciendo su nombre en la toponimia de la ciudad de Lisboa, donde se le dedicó la calle Dr. Oliveira Ramos.

## Biografía
Era hijo del periodista João de Oliveira Ramos, conocido como el Padre Ramos.
Estudió en la Escuela del Ejército y siguió una carrera militar. Se graduó en la Universidad de Coimbra y posteriormente fue profesor de secundaria. En 1904, con la reforma del Curso Superior de Letras, se convierte en profesor universitario, impartiendo Historia General e Historia de Portugal durante 26 años.
También fue profesor en Colégio Militar y Escola Normal Superior. Fue tutor del príncipe real D. Luís Filipe en Historia y Literatura.
Escribió las obras A Música Portuguesa (1881) y A Baixala Barahona - Um Problema de Arte (1900), y tradujo libros de Jules Verne, así como Historia universal de G. Oncken, Historia de la era de los descubrimientos de Sophus Ruge, y Las bodas de Fígaro, de Beaumarchais. Colaboró en la Enciclopédia Portuguesa, de Maximiano de Lemos, y en la História da Literatura Portuguesa Illustrada, dirigida por Forjaz Sampaio.
Su nombre consta en la lista de colaboradores de la revista  El Arte Musical  (1898-1915).